# Montjean (Mayenne)
Montjean – miejscowość i gmina we Francji, w regionie Kraj Loary, w departamencie Mayenne.
Według danych na rok 1990 gminę zamieszkiwały 742 osoby, a gęstość zaludnienia wynosiła 38 osób/km² (wśród 1504 gmin Kraju Loary Montjean plasuje się na 701. miejscu pod względem liczby ludności, natomiast pod względem powierzchni na miejscu 573.).